# Carl Espen
Carl Espen Thorbjørnsen (Bergen, Noruega, 15 de julio de 1982), más conocido como, simplemente, Carl Espen, es un cantante y compositor noruego que representó a Noruega en el Festival de la Canción de Eurovisión 2014 con el tema «Silent Storm».

## Carrera
El 9 de marzo de 2014, lanzó la canción «Silent Storm», compuesta por Josefin Winther, en la tercera semifinal en la selección nacional Melodi Grand Prix 2014, accediendo a la final. La final tuvo lugar el 15 de marzo de 2014 en el Oslo Spektrum de la capital noruega, progresó a la Superfinal, donde fue elegido para representar a Noruega en el Festival de la Canción de Eurovisión 2014.
El 8 de mayo participó en tercer lugar en la segunda semifinal, siendo uno de los favoritos para clasificarse para la final. Finalmente los pronósticos se cumplieron y se clasificó 6.º con 77 puntos. En la final del 10 de mayo actuó en quinto lugar, entre los islandeses Pollapönk y los rumanos Paula Seling y Ovi, finalizando en 8.º lugar con 88 puntos.

## Discografía

### Singles
| Año  | Título         | Posición en las listas | Álbum        |
| Año  | Título         | NOR                    | Álbum        |
| ---- | -------------- | ---------------------- | ------------ |
| 2014 | "Silent Storm" | -                      | Silent Storm |